# Стефан Цанков
Стефан Станчев Цанков е български протопрезвитер, църковен юрист и богослов, действителен член (академик) на Българската академия на науките.

## Биография
Роден е на 4 юли 1881 г. в Горна Оряховица. Завършва богословие (с докторат) в Православния богословски факултет на Черновицкия университет (1905) и право (с докторат) в Цюрихския университет (1918).
Стефан Цанков е редовен професор по църковно право в Богословски факултет на Софийския университет (1923–1950), негов декан (1923–1924, 1938–1939), ректор на университета (1940–1941), професор в Духовната академия „Св. Климент Охридски“ (1950–1961). Става дописен (1924) и действителен (1932) член на Българската академия на науките, почетен доктор на университетите Букурещ, Атина (1936) и Оксфорд (1937).
Умира на 20 март 1965 г.

## Съчинения
- Малорусите в Австро-Унгария. – Българска сбирка, 1907, кн. 3, 3-50.
- Die Grundlagen der Verfassung der bulgarischen orthodoxen Kirche: Inaugural-Dissertation zur Erhaltung der Würde eines Doktor Juris Publici der Rechts- und Staatswissenschaftlichen Fakultät der Universität Zürich. Zürich, 1918
- Die Verwaltung der bulgarischen orthodoxen Kirche. Halle, 1920.
- Das orthodoxe Christentum des Ostens: Sein Wesen und seine gegenwärtige Gestalt (Gastvorträge, gehalten an der Berliner Universität). Berlin, 1928.
- Междуцърковното положение на Българската православна църква след Освобождението на България. – Годишник на Софийския университет, Богословски факултет, 10, 1933, 1-130.
- Албанската православна църква и нейната уредба. – Годишник на Софийския университет, Богословски факултет, 12, 1935, 1-66.
- Нови данни за историята и уредбата на Рилския манастир. – Годишник на Софийския университет, Богословски факултет, 13, 1936, 1-49.
- Българската православна църква от Освобождението до наше време. – Годишник на Софийския университет, Богословски факултет, 16, 1939, 1-372.
- Света гора Атон и нейното съвременно положение. – Годишник на Духовната академия, 3, 1954, 303-323.